# Gryphoca
Gryphoca és un gènere extint de mamífers carnívors de la família de les foques (Phocidae) que visqueren a les aigües costaneres de l'Atlàntic nord entre el Miocè mitjà i el Pliocè inferior. Se n'han trobat restes fòssils a Bèlgica, Dinamarca, els Estats Units i els Països Baixos. Les espècies d'aquest grup eren animals de mida mitjana, similar a la de la foca grisa i la foca de bandes d'avui en dia. La seva morfologia general era comparable a la d'aquesta última. Tot el material fòssil que se n'ha descobert correspon a l'esquelet postcranial.